# 옥사나 마르카로바

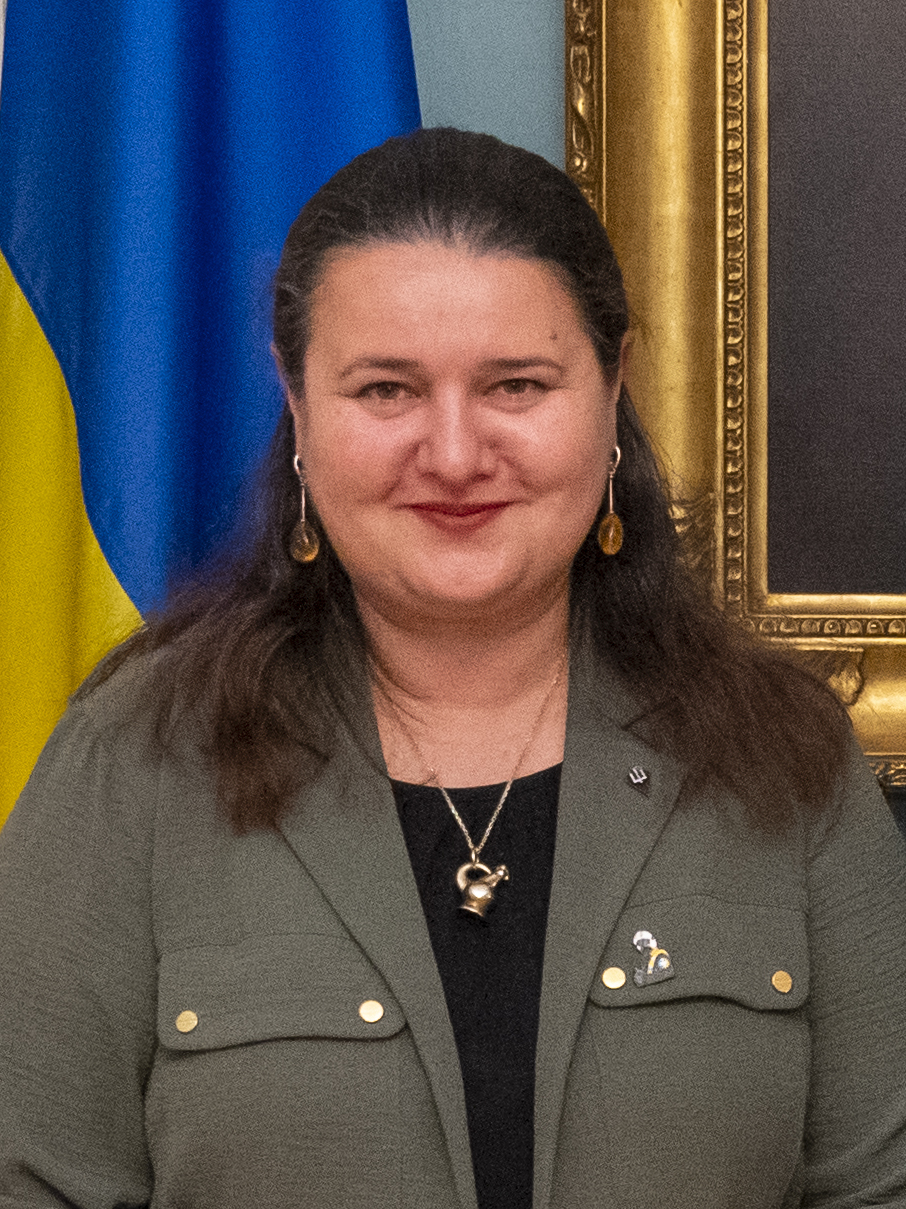
옥사나 마르카로바

옥사나 세르히이브나 마르카로바(우크라이나어: Оксана Сергіївна Маркарова, 1976년 10월 28일 ~)는 우크라이나의 정치인으로, 2021년 2월부터 현재까지 미국 주재 우크라이나 대사로 재직하고 있다. 마르카로바는 볼로디미르 흐로이스만과 올렉시 혼차루크 정부에서 재무장관을 지냈다. 마르카로바는 올렉산드르 다닐류크가 흐로스이만과 갈등으로 2018년 6월 7일에 해임되자 2018년 6월 8일부터 재무장관 대행을 맡았다.

## 어린 시절과 교육
마르카로바는 1976년 10월 28일에 리우네에서 아르메니아계 우크라이나인 가족의 딸로 태어났다. 1999년, 마르카로바는 키이우모힐라 아카데미 국립대학교에서 생태학 석사 학위를 받았다. 2001년, 인디애나 대학교에서 공공 재정 및 무역 석사 학위를 받았다.

## 경력
마르카로바는 2015년, 공무원으로 이직할 때까지 민간 부문에서 일했다. 그 기간 동안 그는 키이우의 투자 펀드에서 나탈리에 야레스코와 함께 일했다.
마르카로바는 2015년 3월부터 나탈리에 야레스코, 올렉산드르 다닐류크 전 재무장관 밑에서 재무부 차관을 지냈다. 2016년 4월, 마르카로바는 재무부 제1차관에 임명되었다.
마르카로바의 주도로 2015년 공공 재정 부문에서 가장 큰 개방형 데이터 포털 E-data(e-data.gov.ua)가 만들어졌으며, 현재 모듈은 spending.gov.ua, openbudget.gov.ua, proifi.gov.ua로 구성되어 있다. 2018년, 마르카로바는 개방형 데이터 개발에서 높은 개인 공로를 인정받아 오픈 데이터 리더 어워드를 수상했다.
마르카로바는 재무부 제1차관직에 재직하던 시기인 2016년 8월, 투자 커미셔너에 임명되었으며, 2019년 1월에 해당 직책에서 해임될 때까지 직위를 유지했다.  그 기간 동안 마르카로바는 우크라이나인베스트 투자 유치 및 지원 사무소의 설립 및 운영을 관리하고, 우크라이나 스타트업 펀드의 설립을 시작했다.
올렉산드르 다닐류크가 2018년 6월 7일, 볼로디미르 흐로이스만 총리와 갈등을 빚어 해임된 후, 마르카로바는 2018년 6월 8일, 재무장관 대행에 임명되었다  2018년 11월 22일, 우크라이나 의회는 마르카로바를 재무장관에 임명했다.  2020년 3월 4일, 슈미할 정부가 들어서면서 마르카로바의 재무장관 임기가 끝났다.
2020년 12월 16일, 마르카로바는 프랑스 국가 공로 훈장을 받았다.
재무장관에서 물러난 이후, 마르카로바는 민간 부문으로 돌아와 키이우모힐라 아카데미 국립대학교의 감사회에서 일했다.
2021년 2월 25일, 볼로디미르 젤렌스키 우크라이나 대통령은 마르카로바를 미국 주재 우크라이나 대사에 임명했다.

## 기타 활동
- 유럽 부흥 개발 은행 (EBRD), 당연직 이사회 이사(2018년 이후)[11]

## 사생활
마르카로바는 은행가이자 사업가인 다닐로 볼리네츠와 결혼해 네 자녀를 두고 있다.

## 같이 보기
- 흐로이스만 정부
- 혼차루크 정부